# Єлін Дмитро Гаврилович
Дмитро Гаврилович Єлін (нар. 27 травня 1907, місто Тула, тепер Російська Федерація — 9 грудня 1998, місто Москва) — радянський партійний діяч, в.о. 1-го секретаря Адигейського обласного комітету ВКП(б). Депутат Верховної Ради СРСР 1-го скликання. Кандидат економічних наук (1954).

## Біографія
Народився в родині робітника-слюсаря. У 1917 році закінчив церковноприходську школу в місті Тулі. З квітня 1919 по березень 1921 року — учень слюсаря заводу «Соціаліст» в Тулі.
У квітні 1921 — вересні 1922 року — пастух сільського товариства села Долботово Новозибківського повіту Чернігівської губернії. У 1922 році вступив до комсомолу.
З жовтня 1922 по жовтень 1924 року — учень слюсаря збройового заводу в Тулі. У 1924 році закінчив школу фабрично-заводського учнівства при Тульському збройовому заводі.
У листопаді 1924 — жовтні 1925 року — завідувач відділу політпросвіти Мценського районного комітету РЛКСМ Тульської губернії. З листопада 1925 по квітень 1926 року — відповідальний секретар Коритенського волосного комітету ВЛКСМ Єлецького повіту Орловської губернії. У травні — серпні 1926 року — заступник секретаря Лаптєвського районного комітету ВЛКСМ Тульської губернії.
Член ВКП(б) з червня 1926 року.
З вересня 1926 по серпень 1929 року — студент робітничого факультету в Тулі. У вересні 1929 — лютому 1931 року —  студент Московського планово-економічного інституту, закінчив перший курс.
З березня 1931 по червень 1933 року — викладач і завідувач навчальної частини радпартшколи в місті Коломна Московської області.
У червні — вересні 1933 року — слухач особливого зібрання інструкторів-пропагандистів при Військово-політичній академії РСЧА імені Толмачова в Ленінграді. З жовтня 1933 по вересень 1935 року — інструктор-пропагандист 6-го полку зв'язку Київського військового округу.
У жовтні 1935 — жовтні 1937 року — слухач економічного відділення Інституту червоної професури в Москві, закінчив два курси.
7 листопада 1937 — 2 червня 1938 року — в.о. 1-го секретаря Адигейського обласного комітету ВКП(б).
У травні 1938 — березні 1939 року — директор курсів відділу керівних органів (Ленінського партійного навчального містечка) в місті Геленджик Краснодарського краю.
З березня 1939 по листопад 1941 року — директор будівництва заводу вимірювальних приладів в Краснодарі. У листопаді 1941 — березні 1942 року — директор будівництва заводу вимірювальних приладів № 694 в Омську. У березні — вересні 1942 року — директор Верх-Ісетського кабельного заводу в Свердловську.
З вересня 1942 року — в Червоній армії. З вересня 1942 по лютий 1943 року — курсант Курсів удосконалення вищого політичного складу РСЧА в місті Белебеї Башкирської АССР. Учасник німецько-радянської війни з 1943 року. З березня 1943 по березень 1944 року — заступник начальника політичного відділу 186-ї стрілецької дивізії Брянського, Прибалтійського, 1-го Прибалтійського фронтів. У березні 1944 — вересні 1945 року — заступник з політичної частини командира 282-го полку 25-ї стрілецької дивізії 1-го Білоруського фронту, майор.
З вересня 1945 по січень 1946 року не працював, проживав у Москві. У січні — листопаді 1946 року — керуючий тресту «Сиртрест» Міністерства м'ясної і молочної промисловості СРСР в місті Краснодарі.
У грудні 1946 — лютому 1950 року — завідувач Тульського обласного відділу місцевої промисловості.
У лютому 1950 — січні 1951 року — слухач Тульської обласної дворічної партійної школи. У 1950 році закінчив заочне відділення Вищої партійної школи при ЦК ВКП(б).
З січня 1951 по грудень 1952 року — секретар партійного бюро Тульського державного педагогічного інституту.
У лютому 1953 — 1954 року — слухач Інституту підвищення кваліфікації викладачів марксизму-ленінізму при Московському державному університеті імені Ломоносова. У 1954 захистив кандидатську дисертацію «НЕП як політика побудови соціалізму», здобув ступінь кандидата економічних наук.
З 1954 по жовтень 1986 року — старший викладач, доцент Тульського державного педагогічного інституту (ТДПІ). У 1960 році працював деканом історико-філологічного факультету ТДПІ.
З жовтня 1986 року — на пенсії в Тулі. Потім переїхав до Москви, де й помер 9 грудня 1998 року.

## Нагороди
- два ордени Червоного Прапора (1944, 1945)
- орден Вітчизняної війни І ст. (1945)
- орден Вітчизняної війни ІІ ст. (6.04.1985)
- медаль «За бойові заслуги»
- медалі